# Parcul etnografic Bran
Parcul etnografic Bran este un ansamblu de monumente istorice aflat pe teritoriul satului Bran, comuna Bran.